# Luís de Sttau Monteiro
Luís Infante de Lacerda de Sttau Monteiro GOSE (Lisboa, 3 de Abril de 1926 – Lisboa, 23 de Julho de 1993) foi um escritor português do século XX.

## Biografia
Luís de Sttau Monteiro nasceu a 3 de Abril de 1926, em Lisboa.
Com dez anos de idade mudou-se para Londres com seu pai, Armindo Rodrigues de Sttau Monteiro, embaixador de Portugal, e sua mãe Lúcia Rebelo Cancela Infante de Lacerda (São Tomé e Príncipe, 2 de Agosto de 1903 - Lisboa, 8 de Junho de 1980), sobrinha-bisneta do 1.º Barão de Sabroso e do 2.º Barão de Sabroso. Em 1943, seu pai foi demitido do seu cargo por Salazar, o que levou a família a regressar a Portugal.
Já em Lisboa, licenciou-se em Direito na Faculdade de Direito da Universidade de Lisboa, tendo trabalhado como advogado por um curto período de tempo dedicando-se, depois de nova passagem pelo Reino Unido, ao jornalismo.
A sua estadia em Inglaterra, durante a juventude, colocou Sttau Monteiro em contacto com alguns movimentos de vanguarda da literatura anglo-saxónica. Na sua obra narrativa retratou ironicamente certos estratos da burguesia lisboeta e aspectos da sociedade portuguesa contemporânea.
Ao regressar a Portugal colaborou em diversas publicações, destacando-se a revista Almanaque (onde usou o pseudónimo Manuel Pedrosa) e o suplemento A Mosca, do Diário de Lisboa. Neste último, criou a secção Guidinha.
Sttau Monteiro estreou-se nas publicações em 1960, com Um Homem não Chora, a que se seguiu Angústia Para o Jantar (1961).
Como dramaturgo, destaca-se logo em 1961 com o drama narrativo histórico Felizmente há Luar!, uma peça situada na linha do teatro épico. Esta obra foi galardoada com o Grande Prémio de Teatro atribuído pela Sociedade de Escritores e Compositores Teatrais Portugueses (actual SPA) mas a sua representação foi, no entanto, proibida pela censura.
Sttau Monteiro foi preso por suspeita de ter colaborado na "Intentona de Beja", de 1962, o que o levou a que voltasse a viver, entre 1962 e 1967, em Inglaterra. Regressado a Portugal, foi preso pela PIDE em 1967, pelas críticas à ditadura vigente e à guerra colonial incluídas nas suas peças satíricas A Guerra Santa (1967) e A Estátua (1967).
Só após a Revolução do 25 de Abril, a sua peça Felizmente há Luar! foi apresentada nos palcos nacionais. A sua representação aconteceu primeiro, em 1975, pelo TEB - Teatro Ensaio do Barreiro, seguindo-se, em 1978, pela companhia do Teatro Nacional D. Maria II.
Sttau Monteiro foi ainda colaborador de semanários como o Se7e, O Jornal ou Expresso.
Em 1985, o seu romance inédito Agarra o Verão, Guida, Agarra o Verão serviu de argumento à telenovela Chuva na Areia.
Luís de Sttau Monteiro morreu a 23 de Julho de 1993, em Lisboa. Está enterrado no Cemitério de Loures.
A 9 de Junho de 1994 foi feito Grande-Oficial da Antiga, Nobilíssima e Esclarecida Ordem Militar de Sant'Iago da Espada, do Mérito Científico, Literário e Artístico a título póstumo.

## Obras

### Ficção
- 1960 - Um Homem não Chora [1] (Lisboa: Ática) OCLC 65784035 (inclui a novela Por-do-Sol no Areeiro)[9]
- 1961 - Angústia para o Jantar [1] (Lisboa: Ática) OCLC 7288411
- 1966 - E se for Rapariga Chama-se Custódia [1] (Lisboa: Movimento) OCLC 463087920
- 1971 - Redacções da Guidinha (Lisboa: Ática)
- 1985† - Agarra o Verão, Guida, Agarra o Verão († romance inacabado inédito)[5][6]

### Teatro
- 1961 - Felizmente Há Luar! [1] (Lisboa?: Jornal do Fôro) OCLC 14290020
- 1963 - Todos os Anos, pela Primavera [1] (Lisboa: Guimarães Editores) OCLC 7288395
- 1966 - A Guerra Santa [1] (Lisboa: Ed. Minotauro) OCLC 174866880
- 1966 - Auto da Barca do Motor fora da Borda, reinterpretação do espírito do Auto da Barca do Inferno de Gil Vicente[1] (Lisboa: Ed. Ática, 1966; 2ª edição, 1970) OCLC 246490555
- 1967 - A Estátua [1] (Lisboa) OCLC 729614303
- 1968 - As Mãos de Abraão Zacut [1] (Lisboa: Ática) OCLC 694023679
- 1971 - Sua Excelência [1] (Lisboa: Ed. Ática) OCLC 246491114
- 1981 - Crónica Atribulada do Esperançoso Fagundes [1] (Lisboa: Ática) OCLC 934241253

Adaptações teatrais
- Barão, da novela de Branquinho da Fonseca[1] (Lisboa: Edições Ática, 1964) OCLC 895547443

Traduções teatrais
- Summer and Smoke (Fumo de Verão), de Tennessee Williams[1] (Lisboa: Publicações Europa-América, 1962) OCLC 29890264
- The Dumb Waiter (O Monta-cargas) de Harold Pinter[1] (Lisboa: Edições Tempo, 1963) OCLC 3299129

### Telenovela
- 1985 — Chuva na Areia (RTP) — guionista